# Nemesia glaucescens
Nemesia glaucescens är en flenörtsväxtart som beskrevs av William Philip Hiern. Nemesia glaucescens ingår i släktet nemesior, och familjen flenörtsväxter. Inga underarter finns listade i Catalogue of Life.